# (33428) 1999 DO3
1999 DO3 (asteroide 33428) é um asteroide da cintura principal. Possui uma excentricidade de 0.15300470 e uma inclinação de 3.84763º.
Este asteroide foi descoberto no dia 18 de fevereiro de 1999 por Korado Korlević e Mario Juric em Visnjan.